# Оскар Аудерш
Оскар Аудерш (нім. Oskar Audörsch; 17 лютого 1898, Кольбінен — 5 червня 1991, Ульм) — німецький воєначальник, генерал-майор вермахту. Кавалер Німецького хреста в золоті.

## Біографія
1 листопада 1916 року вступив в Прусську армію. Учасник Першої світової війни. З 18 грудня 1918 по 1 грудня 1919 року — член фрайкору «Гассе». Після демобілізації армії залишений в рейхсвері. З 1 квітня 1930 по 1 травня 1933 року навчався в Берлінському вищому технічному училищі, здобув диплом інженера. З 10 травня 1938 року — консультант, з 1 серпня 1940 року — директор групи ОКГ. З 26 серпня 1940 року — командир 394-го стрілецького полку. З 14 січня 1942 по 10 липня 1944 року — начальник відділу озброєнь управлінської групи «Виробництво озброєння» ОКГ. З 14 липня по 16 серпня 1944 року пройшов курс командира дивізії. З 9 листопада 1944 року — командир 25-ї танкової дивізії. 8 травня 1945 року взятий в полон американськими військами. В кінці 1945 року переданий радянській владі. 9 жовтня 1955 року звільнений.

## Звання
- Фанен-юнкер (1 листопада 1916)
- Фенріх (30 липня 1917)
- Лейтенант (20 листопада 1917)
- Оберлейтенант (31 липня 1925)
- Гауптман (1 травня 1933)
- Майор (1 жовтня 1936)
- Оберстлейтенант (1 квітня 1939)
- Оберст (1 лютого 1942)
- Генерал-майор (9 листопада 1944)

## Нагороди
- Залізний хрест 2-го і 1-го класу
- Нагрудний знак «За поранення» в чорному
- Сілезький Орел 2-го ступеня
- Почесний хрест ветерана війни з мечами
- Медаль «За вислугу років у Вермахті» 4-го, 3-го і 2-го класу (18 років)
- Медаль «У пам'ять 1 жовтня 1938 року» із застібкою «Празький град»
- Застібка до Залізного хреста 2-го і 1-го класу
- Хрест Воєнних заслуг 2-го класу з мечами
- Німецький хрест в золоті (21 квітня 1943)